# Masaaki Mori
Masaaki Mori (森 正明 Mori Masaaki?,  nacido el 12 de julio de 1961 en Nagasaki) es un exfutbolista japonés que se desempeñaba como centrocampista.
Mori jugó 8 veces para la Selección de fútbol de Japón entre 1988 y 1989.

## Trayectoria

### Clubes
| Club              | País  | Año         |
| ----------------- | ----- | ----------- |
| Fujita Industries | Japón | 1984 - 1992 |

### Selección nacional
| Selección | País  | Año         |
| --------- | ----- | ----------- |
| Absoluta  | Japón | 1988 - 1989 |

## Estadística de equipo nacional
| Selección de Japón | Selección de Japón | Selección de Japón |
| Año                | Part.              | Goles              |
| ------------------ | ------------------ | ------------------ |
| 1988               | 1                  | 0                  |
| 1989               | 7                  | 0                  |
| Total              | 8                  | 0                  |